# Heinrich Johann Nepomuk von Crantz
Heinrich Johann Nepomuk von Crantz (25. listopadu 1722, Roodt-sur-Eisch – 18. ledna 1799, Judenburg) byl lucemburský botanik a lékař-porodník. Působil většinu života ve Vídni a psal svá díla německy a latinsky. Vystudoval lékařství na Vídeňské univerzitě (1750). Byl zde především žákem Gerarda van Swietena. Posléze se vědecky specializoval na porodnictví, v Paříži ho ovlivnili André Levret a Nicolas Puzos. Kladl důraz na zásady hygieny v porodnické praxi. Od roku 1754 vedl porodnické oddělení nemocnice sv. Marie ve Vídni.